# Dekanat Świdwin
Dekanat Świdwin – jeden z 24 dekanatów diecezji koszalińsko-kołobrzeskiej w metropolii szczecińsko-kamieńskiej. 
W skład dekanatu wchodzą następujące parafie:
- Brzeżno, parafia pw. Wniebowstąpienia Pańskiego
  - kościół filialny:
    1. Łabędzie
    2. Pęczerzyno
    3. Rzepczyno
    4. Więcław
- Cieszeniewo, parafia pw. Najświętszego Serca Pana Jezusa
  - kościół filialny:
    1. Bierzwnica
    2. Kluczkowo
    3. Sława
- Lekowo, parafia pw. św. Piotra i Pawła
  - kościół filialny:
    1. Jastrzębniki
    2. Klępczewo
    3. Krosino
    4. Słowieńsko
- Rusinowo, parafia pw. MB Wspomożenia Wiernych
  - kościół filialny:
    1. Berkanowo
    2. Oparzno
    3. Ząbrowo
- Rymań, parafia pw. św. Szczepana
  - kościół filialny:
    1. Dębica
    2. Rzesznikowo
- Sławoborze, parafia pw. MB Różańcowej
  - kościół filialny:
    1. Mysłowice
    2. Powalice
    3. Rokosowo
- Świdwin, parafia pw. MB Nieustającej Pomocy
  - kościół filialny:
    1. Słonowice
    2. Wilczkowo
- Świdwin, parafia pw. św. Michała Archanioła
  - kościół filialny:
    1. Smardzko